# モンテデラーモ

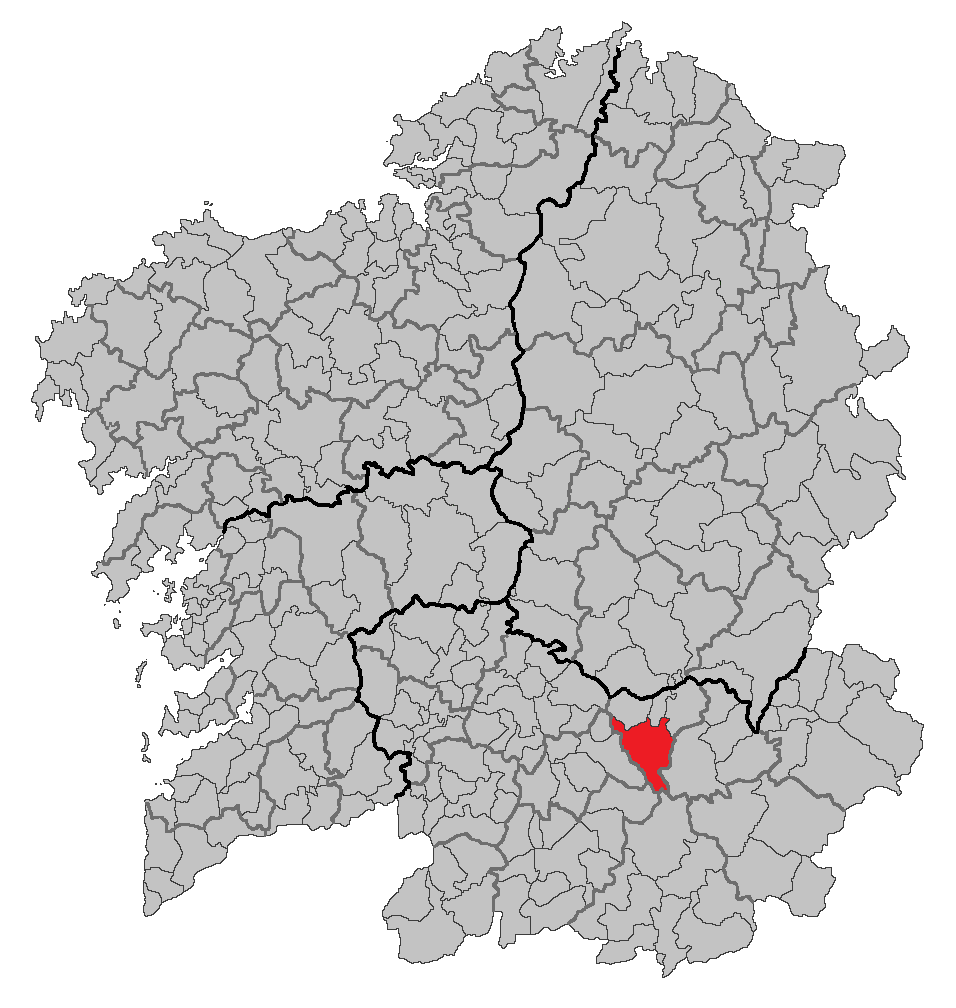
ガリシア州内の位置

モンテデラーモ（Montederramo）はスペイン、ガリシア州、オウレンセ県の自治体。コマルカ・ダ・テーラ・デ・カルデーラスに属し、またリベイラ・サクラ地域を構成する。ガリシア統計局によると、2012年の人口は894人（2010年：961人、2009年：990人、2004年：1,130人、2003年：1,188人）で、15歳以下人口の割合はわずか4.64%である。住民呼称はmontederramés/-esa。
ガリシア語話者の自治体住民に占める割合は99.07%（2001年）。

## 地理
モンテデラーモはオウレンセ県の北部に位置し、コマルカ・ダ・テーラ・デ・カルデーラスに属する。北はパラーダ・デ・シル、ア・テイシェイラ、カストロ・カルデーラスと、東はチャンドレーシャ・デ・ケイシャと、南ははラサ、ビラール・デ・バリオと、西はマセーダ、シュンケイラ・デ・エスパダネードの各自治体と隣接、自治体中心地区はモンテデラーモ教区のモンテデラーモ地区。
モンテデラーモはア・ポブラ・デ・トリーベス司法管轄区に属す。

### 人口
住民は13の教区の84の地区（集落）に居住する。
| モンテデラーモの人口推移 1900－2010                     |
|                                                         |
| 出典:INE（スペイン国立統計局）1900年 - 1991年、1996年 - |

## 政治
自治体首長はガリシア国民党（PPdeG）のアントーニオ・ロドリゲス・アルバレス（Antonio Rodríguez Álvarez）、自治体評議員はガリシア国民党：4、ガリシア社会党（PSdeG-PSOE）：3となっている（2011年5月22日の自治体選挙結果、得票順）。
| 1999年6月13日自治体選挙 |        |        |          |
| 政党                    | 得票数 | 得票率 | 獲得議席 |
| PPdeG                   | 587    | 59.65% | 6        |
| PSdeG-PSOE              | 245    | 24.90% | 2        |
| BNG                     | 146    | 14.84% | 1        |

| 2003年5月25日自治体選挙 |        |        |          |
| 政党                    | 得票数 | 得票率 | 獲得議席 |
| PPdeG                   | 530    | 57.86% | 5        |
| PSdeG-PSOE              | 275    | 30.02% | 3        |
| BNG                     | 105    | 11.46% | 1        |

| 2007年5月27日自治体選挙 |        |        |          |
| 政党                    | 得票数 | 得票率 | 獲得議席 |
| PPdeG                   | 404    | 46.81% | 5        |
| BNG                     | 234    | 27.11% | 2        |
| PSdeG-PSOE              | 211    | 24.45% | 2        |

| 2011年5月22日自治体選挙 |        |        |          |
| 政党                    | 得票数 | 得票率 | 獲得議席 |
| PPdeG                   | 392    | 54.14% | 4        |
| PSdeG-PSOE              | 315    | 43.51% | 3        |
| BNG                     | 6      | 0.83%  | 0        |

## 史跡・名所
- サンタ・マリーア・デ・モンテデラーモ修道院（Mosteiro de Santa María de Montederramo） - モンテデラーモ教区にある、ベネディクト会、後にシトー会の修道院、10世紀創設。

## 教区
モンテデラーモは13の教区に分けられる。太字は自治体中心地区のある教区。
- オス・アベレードス（サン・ビセンテ）
- アス・チャス（サン・ショアン）
- コバス（サン・ショアン）
- ガビン（サン・ペドロ）
- マルビオ（サント・アンドレ）
- ア・メドーラ（サンティアーゴ）
- モンテデラーモ（サンタ・マリーア）
- ノゲイラ（サンタ・マリーア）
- パレーデス（サンタ・マリーア）
- サン・コスメ・デ・モンテデラーモ（サン・コスメ）
- サス・ド・モンテ（サン・ペドロ）
- セオアーネ・ベージョ（サン・ショアン）
- ビラリーニョ・フリーオ（サンタ・マリーア）